# Prezidentské volby v Nigeru v roce 1965

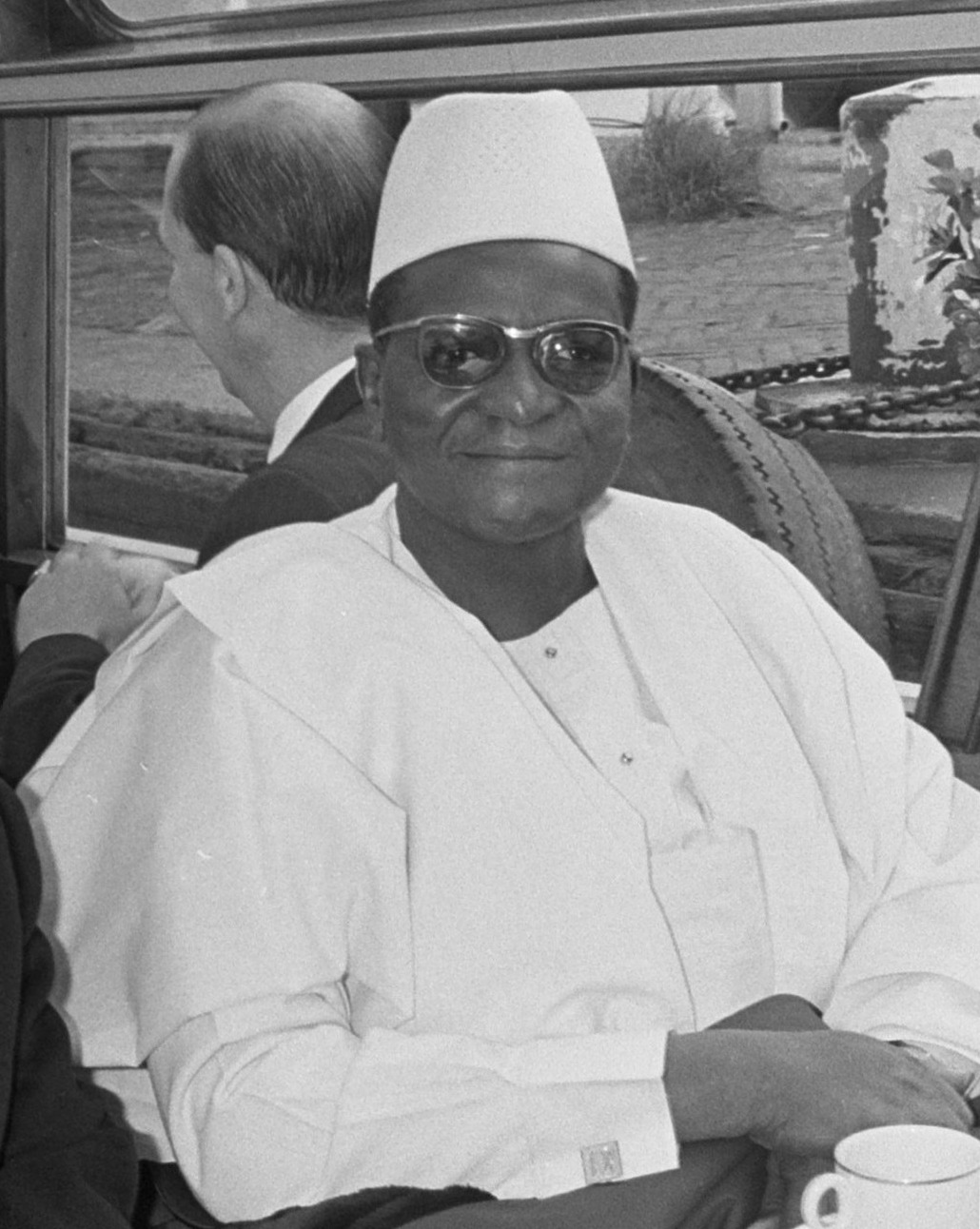
Hamani Diori, jediný kandidát v prezidentských volbách

Poprvé se prezidentské volby v Nigeru konaly 30. září 1965. V zemi byl krátce po zisku nezávislosti v roce 1960 zaveden jednostranický politický systém, kdy se jedinou legální stranou v zemi stala Nigerská pokroková strana – Africké demokratické shromáždění. V těchto volbách byl jediným kandidátem na prezidenta předseda této strany Hamani Diori. Oficiálně udávaná volební účast byla 98,4 %.

## Výsledky
| Kandidát                            | Politická strana                                             | První kolo | První kolo |
| Kandidát                            | Politická strana                                             | Hlasy      | %          |
| ----------------------------------- | ------------------------------------------------------------ | ---------- | ---------- |
| Hamani Diori                        | Nigerská pokroková strana – Africké demokratické shromáždění | 1 678 912  | 100 %      |
| Celkem                              | Celkem                                                       | 1 678 912  | 100 %      |
|                                     |                                                              |            |            |
| Platných hlasů                      | Platných hlasů                                               | 1 678 912  | 99,90 %    |
| Neplatných hlasů                    | Neplatných hlasů                                             | 1 658      | 0,10 %     |
| Celkem hlasů                        | Celkem hlasů                                                 | 1 680 570  | 100 %      |
| Registrovaných voličů/volební účast | Registrovaných voličů/volební účast                          | 1 707 044  | 98,45 %    |